# Гергешть (Димбовіца)
Гергешть, Гергешті (рум. Gherghești) — село у повіті Димбовіца в Румунії. Входить до складу комуни Петрешть.
Село розташоване на відстані 68 км на північний захід від Бухареста, 29 км на південний захід від Тирговіште, 125 км на схід від Крайови, 110 км на південь від Брашова.

## Населення
За даними перепису населення 2002 року у селі проживали 493 особи, з них 492 особи (99,8%) румунів. Усі жителі села рідною мовою назвали румунську.